# Gisela Andersch
Gisela Andersch, née le 5 novembre 1913 à Elberfeld (aujourd'hui un district de Wuppertal) en Allemagne, et morte le 13 octobre 1987 à Berzona (Tessin), est une artiste peintre, graphiste et collagiste allemande.

## Biographie
Pendant la Seconde Guerre mondiale, le soldat Alfred Andersch et la peintre Gisela Groneuer, née Dichgans, lient connaissance à Cologne à l'automne 1940. Ils se marient le 24 avril 1950.
Le couple Andersch vit avec quatre enfants à Berzona (dans le Tessin, en Suisse) depuis 1958.

## Œuvre
Les premiers travaux de l'artiste comprennent des paysages de style expressionniste, mais aussi des portraits. Elle participe à la documenta 6 dans la division « Dessin ». Dans les années 1950, elle réalise des couvertures pour la série de livres du studio frankfurt et pour des livres d'Arno Schmidt et illustre les publications et programmes de son mari, éditeur et producteur radiophonique. Une exposition qui s'est tenue en 2013/2014 au Strauhof de Zurich, puis à Ascona, évoque cette période sous le titre Sie macht etwas im Raum, ich in der Zeit (Elle crée dans l'espace, et moi dans le temps),.  Gisela Andersch illustre également les publications commémoratives du prix Arno Schmidt en 1982, 1984 et 1986.
Elle est notamment connue pour ses collages construits, très graphiques et riches en couleurs, dans la mouvance du second Bauhaus.

## Littérature
- Peter Erismann (Hrsg.), Alfred und Gisela Andersch. « Sie macht etwas im Raum, ich in der Zeit. », Museum Strauhof, Zürich, 2013
- Wieland Schmied, in: Allgemeines Künstlerlexikon, Band 2/1986, p. 830
- Conrad-Peter Joist, Gisela Andersch und die Eifel, in: Landschaftsmaler der Eifel im 20. Jh., hrsg. von C.-P. Joist, Düren, 1997, p. 197 ff.